# بليندا كاسلز
بليندا كاسلز (بالإنجليزية: Belinda Castles)‏ (1971)؛ روائية أسترالية.